# Rhodophiala pratensis
Rhodophiala pratensis,  es una especie  de planta herbácea perenne, geófita, bulbosa, endémica de Chile.

## Descripción
Es una planta bulbosa y perennifolia que se encuentra en Chile, tiene las flores rojas que son de color amarillo en la base. Florece en verano con las hojas presentes.

## Taxonomía
Rhodophiala pratensis fue descrita por (Poepp.) Traub y publicado en Taxon 1: 122, en el año 1952.
Sinonimia
- Amaryllis pratensis Poepp., Fragm. Syn. Pl.: 5. 1833. basónimo
- Habranthus pratensis (Poepp.) Herb., Bot. Mag. 68: t. 3961. 1842.
- Hippeastrum pratense (Poepp.) Baker, J. Bot. 16: 84. 1878.
- Myostemma pratensis (Poepp.) Ravenna, Bot. Australis 2: 15. 2003.
- Placea pratensis (Poepp.) F.Phil., Cat. Pl. Vasc. Chil.: 290. 1881, nom. inval.
- Amaryllis atacamensis Traub & Uphof, Herbertia 6: 151. 1939 publ. 1940.
- Amaryllis uniflora (Phil.) Traub & Uphof, Herbertia 5: 123. 1938.
- Habranthus pratensis var. quadriflorus Herb., Bot. Mag. 68: t. 3961. 1842.
- Hippeastrum laetum (Phil.) Phil., Anales Univ. Chile 93: 157. 1890.
- Hippeastrum uniflorum (Phil.) Baker, J. Bot. 16: 83. 1878.
- Rhodolirium laetum (Phil.) Ravenna, Bot. Australis 2: 11. 2003.
- Rhodophiala amarylloides C.Presl, Abh. Königl. Böhm. Ges. Wiss., IV, 3: 545. 1845.
- Rhodophiala laeta Phil., Fl. Atacam.: 51. 1860.
- Rhodophiala uniflora Phil., Fl. Atacam.: 51. 1860.
- Rhodophiala volckmannii Phil., Linnaea 33: 259. 1865.[4]